# Toxorhina hoogstraali
Toxorhina hoogstraali là một loài ruồi trong họ Limoniidae. Chúng phân bố ở miền Australasia.